# Гущин, Павел Фёдорович
Павел Фёдорович Гущин (13 октября 1924 — 15 февраля 1945) — лейтенант Рабоче-крестьянской Красной Армии, участник Великой Отечественной войны, Герой Советского Союза (1945).

## Биография
Павел Гущин родился 13 октября 1924 года в деревне Антушева Гора (ныне — Тотемский район Вологодской области) в семье крестьянина. Окончил семилетнюю школу, затем поступил в среднюю школу, но через некоторое время оставил учёбу из-за материальных трудностей и устроился на работу. Работал на Середском маслозаводе, затем в колхозе. В 1942 году Гущин был призван на службу в Рабоче-крестьянскую Красную Армию. С сентября того же года — на фронтах Великой Отечественной войны. В 1944 году окончил Лепельское пехотное училище. К июню 1944 года лейтенант Павел Гущин командовал стрелковой ротой 787-го стрелкового полка 222-й стрелковой дивизии 33-й армии 3-го Белорусского фронта. Отличился во время освобождения Белорусской ССР.Награждён медалью"За отвагу"от 21 июня 1944 приказ 0121/н.
27 июня 1944 года Гущин вместе со своей ротой переправился через Днепр и захватил плацдарм на его западном берегу. При удержании плацдарма рота отразила несколько вражеских контратак, уничтожив более 300 солдат и офицеров противника. Действия роты Гущина позволили успешно переправиться через реку остальным подразделениям 787-го стрелкового полка.Награждён орденом"Красной Звезды" от 19.12.1944 приказ 065/н.
15 февраля 1945 года Гущин погиб в бою. Похоронен в населённом пункта Лидзбарк-Варминьски Варминьско-Мазурского воеводства Польши.
Указом Президиума Верховного Совета СССР от 24 марта 1945 года за «образцовое выполнение боевых заданий командования на фронте борьбы с немецкими захватчиками и проявленные при этом мужество и героизм» лейтенант Павел Гущин посмертно был удостоен высокого звания Героя Советского Союза. Также посмертно был награждён орденом Ленина.